# اسکان اجباری عشایر در دوره پهلوی

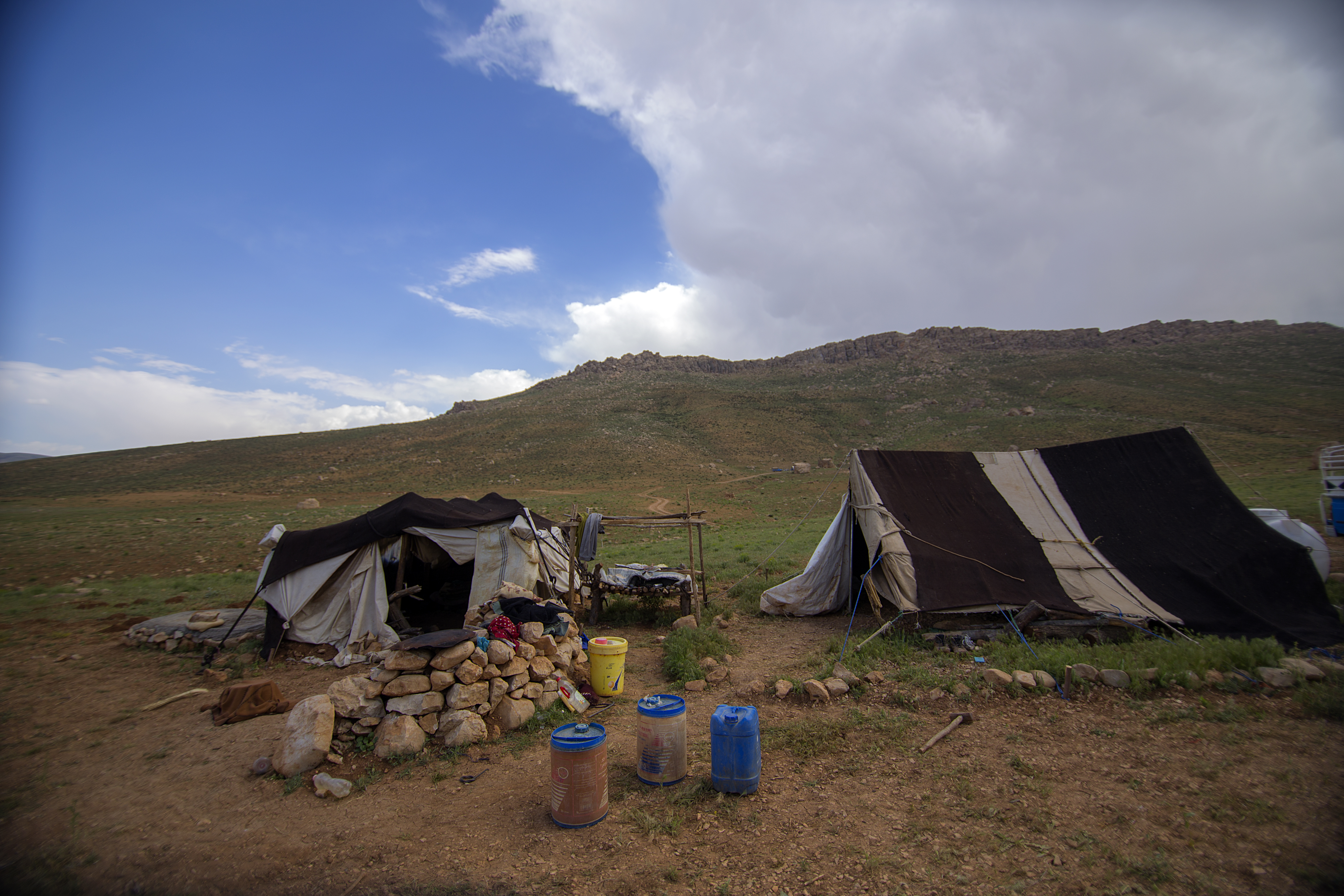
چادرهای عشایر در منطقه کوهستانی خفر پادنا در استان اصفهان

طرح اسکان اجباری عشایر که تخته‌قاپو نیز نامیده می شود، یکی از سیاست‌های مهم دولت پهلوی اول در سال‌های ۱۳۰۴ تا ۱۳۲۰ خورشیدی بود. این طرح به عنوان یکی از برنامه‌های کلیدی دولت برای نوسازی و مدرن‌سازی ایران مطرح شد. هدف اصلی این طرح، تثبیت عشایر و جلوگیری از کوچ‌نشینی آن‌ها بود تا بتوان به افزایش امنیت، توسعه اقتصادی و ایجاد دولت متمرکز دست یافت و از امنیت و توسعه پایدار در کشور بهره‌برداری کرد.
این سیاست شامل سه بخش اصلی بود: خلع سلاح عشایر، اسکان دائم آن‌ها، و سلب قدرت از سران ایلات و عشایر. اجرای این سیاست‌ها اغلب با مقاومت شدید عشایر مواجه شد، اما دولت پهلوی با تأکید بر نوسازی و ایجاد دولت متمرکز، بر اجرای آن اصرار ورزید. اقدامات فرهنگی و نظامی نیز برای پشتیبانی از این طرح انجام شد.

## تاریخچه
با روی کار آمدن رضاشاه پهلوی و اشتیاق وی به نوسازی و ایجاد یک دولت متمرکز، طرح اسکان عشایر به‌عنوان یکی از اولویت‌های دولت مطرح شد. جامعه عشایری ایران به دلیل ساختار ایلی و قدرت سران عشایر، به عنوان یکی از چالش‌های اصلی دولت مرکزی تلقی می‌شد. از این رو، سیاست‌های مختلفی برای کنترل و ادغام عشایر در جامعه شهری و روستایی اجرا شد.
نظامنامهٔ اسکان ایالت در سال ۱۳۱۳ خورشیدی (۱۹۳۴ میلادی) و از سوی وزارت داخله تنظیم و به همهٔ
ایاالت از جمله ایالت فارس ارسال شد.
بر اساس مفاد سیزده گانهٔ اسکان، ایاالت باید نسبت به اسکان ایالت و طوایفشان به مدت دو سال و طبق مقررات این نظامنامه اقدام می‌نمود. براساس مادهٔ ۶ مأموران اسکان باید مزایای اسکان از قبیل معافیت مالیات اغنام و احشام و معافیت از پرداخت مالیات مزروعی در مدت پنج سال را اجرا
می‌کردند.
در تعقیب این هدف و پس از خلع سلاح عشایر، قانون تخته قاپو در سال‌های ۱۳۱۲–۱۳۱۳ به مورد اجرا گذاشته شد.
اگرچه سند تخته قاپو کردن عشایر در تاریخ معاصر ایران به نام رضاشاه خورده است، اما فرزند او (پهلوی دوم) نیز در این زمینه همان سیاست را دامه داد
در سال ۱۳۲۰، پایان طرح اسکان عشایر با وقوع دو رویداد مهم همراه بود. نخست، اشغال ایران توسط نیروهای متفقین در جنگ جهانی دوم که منجر به استعفای رضاشاه و تبعید او شد. دوم، روی کار آمدن محمدرضا شاه پهلوی و تغییرات در سیاست‌های دولت که موجب توقف بسیاری از برنامه‌های رضاشاه، از جمله طرح اسکان عشایر، شد. این تغییرات سیاسی و نظامی منجر به کاهش فشار بر عشایر و توقف اجباری طرح‌های اسکان آن‌ها گردید.

### پهلوی دوم
«ارسنجانی»، وزیر اصلاحات ارضی، در مورد عشایر، گفته‌بود: «به افتضاح چادرنشینی در فارس خاتمه می‌دهیم. ما عشیره نمی‌شناسیم … آدمکشی برای آنها از آب‌خوردن هم راحت‌تر است» به این ترتیب، درگیری‌های پراکنده میان نیروهای نظامی شاه با عشایر منطقه، تا پایان سال ۱۳۴۱ شمسی ادامه یافت.

## اهداف طرح
- اسکان دائم عشایر: تثبیت جمعیت عشایر در مناطق خاص و جلوگیری از کوچ‌نشینی.
- خلع سلاح عشایر: جلوگیری از ناآرامی‌ها و شورش‌ها از طریق خلع سلاح عشایر.
- سلب قدرت از سران عشایر: کاهش نفوذ و قدرت سیاسی و اقتصادی سران عشایر.

موافقان این طرح بر این باور بودند که اسکان عشایر می‌تواند به توسعه اقتصادی و اجتماعی کشور کمک کند. آن‌ها معتقد بودند که با تثبیت جمعیت عشایر، می‌توان از منابع طبیعی به‌صورت بهینه‌تری استفاده کرد و امنیت کشور را افزایش داد. همچنین، اسکان عشایر به دولت امکان می‌داد تا برنامه‌های آموزشی و بهداشتی را به‌طور مؤثرتری اجرا کند.

### انتقادات
مخالفان طرح اسکان عشایر، عمدتاً از میان عشایر و سران ایلات بودند. آن‌ها معتقد بودند که این سیاست‌ها به‌طور ناگهانی و بدون در نظر گرفتن فرهنگ و ساختار اجتماعی عشایر اجرا شده است. از دیدگاه آن‌ها، این طرح‌ها موجب از دست رفتن هویت فرهنگی عشایر و تخریب نظام اقتصادی سنتی آن‌ها می‌شد. برخی از منتقدان نیز بر این باور بودند که این سیاست‌ها بیشتر جنبهٔ سرکوبگرانه داشت تا توسعه‌ای. برخی انتقادات را می‌توان به عناوین زیر دسته‌بندی کرد:
- اجباری بودن طرح: بسیاری از عشایر به اجبار به اسکان دائم تن دادند که منجر به نارضایتی و مقاومت شد.
- نادیده گرفتن فرهنگ عشایری: سیاست‌های اسکان بدون توجه به ساختار اجتماعی و فرهنگی عشایر اجرا شد.
- مشکلات اقتصادی: بسیاری از عشایر پس از اسکان با مشکلات اقتصادی و معیشتی مواجه شدند.

## اسکان در مورد عشایر مختلف
این طرح، در مورد عشایر مختلفی انجام شده است:
- اسکان طوایف ایل قشقایی[۹]
- اسکان طوایف ایل لًر (عشایر لرستان)[۱۰]
- اسکان طوایف ایل بختیاری[۲]
- اسکان طوایف ایل شاهسون[۱۱]

## برخی نتایج
طرح اسکان عشایر احتمالاً به دولت امکان داد تا از منابع طبیعی به‌طور بهینه‌تری استفاده کند. با تثبیت جمعیت عشایر در مناطق خاص، امکان اجرای برنامه‌های کشاورزی و دامداری مدرن فراهم شد که موجب افزایش تولیدات کشاورزی و دامداری و در نتیجه بهبود وضعیت اقتصادی کشور شد.
با خلع سلاح و اسکان عشایر، دولت توانست کنترل بیشتری بر مناطق عشایری داشته باشد و از بروز شورش‌ها و ناآرامی‌ها جلوگیری کند. این امر به بهبود امنیت داخلی و کاهش هزینه‌های نظامی کمک کرد.
طرح اسکان عشایر بخشی از برنامه‌های بزرگ‌تر نوسازی کشور بود. این طرح به دولت کمک کرد تا زیرساخت‌های جدیدی بسازد و نظام اداری نوینی ایجاد کند. همچنین، با اسکان عشایر، دولت توانست برنامه‌های آموزشی و بهداشتی را به‌طور مؤثرتری اجرا کند.
یکی دیگر از اهداف اسکان عشایر، کاهش تفاوت‌های فرهنگی بین عشایر و سایر مناطق کشور بود. دولت با اسکان عشایر سعی در ترویج فرهنگ شهری و کاهش اختلافات فرهنگی داشت تا به این وسیله یکپارچگی فرهنگی و اجتماعی را تقویت کند.
برای سنجش میزان دستیابی به هدف‌های اصلی، توسط معیارهایی کمّی از قبیل پایداری کانون‌های اسکان یا استفاده ازروش تحلیل سلسله مراتبی، تحقیقاتی انجام شده است.